# Hideki Nagano
Ne doit pas être confondu avec Hideki Nakano.
Pour les articles homonymes, voir Nagano (homonymie).
Hideki Nagano est un pianiste japonais né en 1968. Il est membre de l'ensemble intercontemporain depuis 1995 et réside en France.

## Biographie
Nagano est né en 1968 à Nagoya, au Japon.
Il étudie à l'université de Tokyo, notamment avec Henriette Puig-Roget.
Il arrive à Paris en 1988, sans guère parler français, et prépare le concours d'entrée au conservatoire. Il y étudie le piano avec Jean-Claude Pennetier et l'accompagnement vocal avec Anne Grappotte puis avec Jean Kœrner.
En 1994, il gagne le 2e Prix du Concours international de piano d'Orléans.
En 1995, il intègre l'ensemble intercontemporain.
Il fait également partie, avec Odile Auboin et Alain Billard, du trio Modulations.

## Enregistrements
- Hideki Nagano plays Boulez — Messiaen — Murail — Dutilleux, Fontec, 1997
- Hideki Nagano plays Prokofiev — Messiaen — Murail, Nippon Columbia, 1998
- George Antheil, La Femme 100 têtes — Sonatina — Jazz sonata , Pianovox, octobre 1998
- Tōru Takemitsu, Chamber music, BIS Records, novembre 1998
- Maurice Ravel, Piano works, Nippon Columbia, 2001
- Bechara El-Khoury, Waves, op. 60, sur le disque New York, Tears and Hope / The Rivers Engulfed, Naxos, septembre 2006
- Jonathan Harvey, Bird concerto with pianosong, enregistré lors du festival d'automne de Varsovie le 19 septembre 2009, NMC Recordings (en), octobre 2011[2]
- Pierre Boulez, Une page d'éphéméride, dans les Œuvres Complètes, Deutsche Grammophon, 2013

### avec le trio Modulations
- Bruno Mantovani, Da Roma, sur le disque Art d'écho, Sismal records, 2007

### avec l'ensemble intercontemporain
- Philippe Manoury, La Partition du ciel et de l'enfer, Adès, 1997
- Pierre Boulez, Sur Incises, Deutsche Grammophon, 2000
- Pierre Boulez, Pli selon pli, Deutsche Grammophon, 2002
- Bruno Mantovani, Éclair de Lune, Kairos, 2008
- Pierre Jodlowski, Drones — Barbarismes, Kairos, 2011
- Yann Robin, Art of metal II, Kairos, 2012

## Source
- (ja) Cet article est partiellement ou en totalité issu de l’article de Wikipédia en japonais intitulé « 永野英樹 » (voir la liste des auteurs).